# Hockey su ghiaccio agli VIII Giochi asiatici invernali - Torneo maschile
Il torneo di hockey su ghiaccio maschile si è svolto dal 18 al 26 febbraio 2017 al Mikaho Gymnasium, al Tsukisamu Gymnasium e al Hoshioki Skating Rink di Sapporo, in Giappone.

## Squadre
| Cina | Taipei cinese | Hong Kong | Atleti Indipendenti |
| --- | --- | --- | --- |
| - Xia Shengrong - Liu Yongshen - Liang Wenbin - Cui Xijun - Xia Tianxian - Chen Ling - Hu Tianyu - Zhang Zesen - Na Yungang - Liu Wei - Li Hang - Wang Chongwei - Zhang Hao - Zhang Jiaqi - Liu Qing - Li Zhengyu - Li Tianhao - Wang Chuxiong - Sun Zehao - Zhang Cheng - Yang Mingxi - Zhang Wenqinghuai - Zhu Ziyang | - Ting Pang-keng - Shen Yen-lin - Tang Yi-cheng - Huang Jen-hung - Yang Hsiao-hao - Shen Yen-chin - Yang Chang-lin - Lin Tzu-chieh - Chao Yu-tung - Chang Kai-hsiang - Chiu Yi-wei - Chen Jui-tang - Chang Hsing-han - Yang Chang-hsing - Chang Tse-wei - Weng To - Lin Hung-ju - Huang Sheng-chun - Chang Wei-ting - Liao Yu-cheng                                                          | - King Ho - Tony Leung - To Hei Yu - Herman Lui - Alvin Sham - Lam Chi Kin - Terence Chim - Yannick Wong - John Fu - Howard Yuen - Wong Ka Ho - Kan Siu Him - Julian Ma - Terry Choi - Yeung Chun Ying - Theophilus Wong - Lau Chi Lok - Bernard Fung - Justin Cheng - Emerson Keung - Linus Lo - Jasper Tang - Cheung Ching Ho | - Mohammad Al-Maragi - Yousef Al-Andekali - Fahad Al-Henaidi - Bashar Mohammad - Abdullah Al-Maragi - Mohammad Al-Ajmi - Jasem Al-Awadhi - Hamad Al-Shayji - Ahmad Al-Ajmi - Hussain Baqer - Yousef Al-Kandari - Meshal Al-Foudari - Meshal Al-Ajmi - Abdullah Al-Asousi - Jasem Dashti - Saleh Al-Maghrabi - Hamad Al-Ajmi - Abdullah Al-Zidan - Abdulaziz Shetail - Abdulaziz Al-Maragi - Dhari Al-Omran - Jasem Al-Sarraf - Salem Al-Ajmi                                           |
| Indonesia | Giappone | Kazakistan | |
| - Susanto - Rinaldo Sugara Sutjipto - Felix Aditya Utama - Aditya Rama Landreth - Felix Cahyono - Stefanus Michael Suryadi - Jonathan Sudharta - Stephanus Lukman Sugianto - Abraham Novendra - Sangga Munggaran Putra - Ronald Chandra - Victor Budiwarman - Zaharul Haq - Ready Wongso - Roy Nugraha Tanimulya - Andianto Hie - Muchammad Athalaa Azqa - Jusuf Hendrata - Anryan Saputra - Felix Haristian Yussanto - Ronald Wijaya - Syailendra Bakrie - Yaser Muhammad | - Takuto Onoda - Mei Ushu - Keigo Minoshima - Ryo Hashiba - Ryo Hashimoto - Seiji Takahashi - Kenta Takagi - Takuma Kawai - Masahito Nishiwaki - Hiroto Sato - Hiromichi Terao - Go Tanaka - Kohei Mitamura - Makuru Furuhashi - Takafumi Yamashita - Shuhei Kuji - Yuri Terao - Yosuke Haga - Yushiro Hirano - Hiroki Ueno - Takuro Yamashita - Yutaka Fukufuji - Yuto Ito                  | - Anton Kazantsev - Georgiy Dulnev - Madiyar Ibraibekov - Alexandr Kurshuk - Artemiy Lakiza - Kirill Savitskiy - Anton Sagadeyev - Nikita Mikhailis - Ilya Kovzalov - Alexey Antsiferov - Stanislav Zinchenko - Yaroslav Yevdokimov - Alikhan Assetov - Konstantin Savenkov - Ilgiz Nuriyev - Sergey Kudryavtsev - Nursultan Belgibayev - Ivan Stepanenko - Anton Petrov - Maxim Volkov - Dmitriy Grents - Vitaliy Kolesnik           | - Elzar Bolotbekov - Oleg Kolodii - Amanbek Esen Uulu - Atai Ismaiilov - Adilet Zhookaev - Zalkarbek Salmorbek Uulu - Artem Semiletko - Duulat Abyshev - Urmat Sheishenaliev - Beknazar Paizov - Kanat Abylmechin Uulu - Salamat Tynaliev - Rinat Mustafaev - Vladimir Nichipurenko - Uran Tursunbekov - Daniil Shushenkov - Aibek Shakirov - Adilet Zhyrgalbek Uulu - Nurzhan Ibraimov - Taalaibek Suiunbaev - Adis Kachkynbekov - Adilet Kazybek Uulu - Anton Kudashev               |
| Macao | Malaysia | Mongolia | Filippine |
| - Chu Te Lin - Katsuyoshi Shinoda - Un Kin Fai - Jonay Leung - Ho Chon Nin - Leong Chon Kong - Chon Ka Miu - Iun Chi Fong - Pong Ka Kit - Lei Meng Chi - Mok Kim Kei - U Chi Fong - Kong Chong Man - Tong Chan Wa - Fong Keng Lam - Chan Ka Lok - Guan Chentao - Fong Chou Tek - Chan Chi Kit - Lai Neng - Vong Wai Tong - Tam Weng Leong - Mok Kim Hei | - Lee Thien Ian - Stephen Prakash Santhanasamy - Yap Eu Jin - Loke Ban Kin - Darshen Chelliah - Low Jun Ming - Aqfar Naeem Abulais - Syed Ayman Shahabuddin - Taufiq Azman - Yow Cheong Jun - Hafis Anjam - Khoo Seng Chee - Brandon Tan - Shahrul Ilyas - Aiman Zul Rafiq - Tengku Azlly - Aqeel Noor Hisham - Hariz Oryza - Moi Jia Yung - Reezman Isa - Bryan Lim - Syukri Shaharudin     | - Bazarvaany Baatarkhüü - Bayarsaikhany Mönkhbold - Zorigtyn Batgerel - Ideriin Gerelt - Ichinnorovyn Altangerel - Boldyn Erdenesükh - Tsogtoogiin Shinebayar - Bayajikhyn Boldbayar - Pürevdorjiin Batzayaa - Erdenetogtokhyn Enkhsükh - Jargalsaikhany Bayarsaikhan - Tsendbaataryn Och - Dorjsürengiin Zolboo - Namjilyn Mishigsüren - Mönkhbayaryn Batbold - Ganboldyn Tamir - Baatarkhüügiin Tserenbaljir - Boldbaataryn Mönkhüü | - Lenard Lancero - Jed Reyes - Allison Lapiz - Carl Montano - Patrick Syquiatco - Philip Cheng - Jose Cadiz - Javier Cadiz - Carlo Garrucho - Steven Füglister - Jon Samson - ìFrancois Gautier - Paolo Spafford - Gianpietro Iseppi - Miguel Relampagos - Julian Santiago - Julius Santiago - Paul Sanchez - Miguel Serrano - Georgino Orda - Hector Navasero - Michael Wang - Benjamin Imperial                                                                                      |
| Qatar | Singapore | Corea del Sud | Thailandia |
| - Mohamed Abdelaziz - Jassim Fakhroo - Mohammed Al-Khalaf - Thamer Al-Mohannadi - Saad Al-Moslamani - Ali Al-Muhaizaa - Abdulrahman Al-Ashqar - Saoud Al-Kuwari - Eid Al-Kubaisi - Ahmad Al-Sulaiti - Turki Al-Heidous - Abdulla Al-Muhaizaa - Abdulla Mohammed - Jassim Al-Sheeb - Ahmad Fakhroo - Abdulla Al-Sulaiti - Abdulaziz Fakhroo - Mohammed Al-Muhaizaa - Mohamed Al-Kaabi - Naif Al-Rumaihi                                                                     | - Peter Tan - Joewe Lam - Loh Chee Seng - Lam Kin Yu - Eugene Chin - Liu Zhiyang - Richard O'Brien - Kenny Liang - Gabriel Lau - Samuel Lim - Ryan Tan - Chen Pei Huan - Chew Wee - Chiong Woon Lip - Ang Yu Jin - Siah Ming Zhe - Benjamin Huang - Joshua Lee | - Matt Dalton - Seo Yeong-jun - Bryan Young - Kim Won-jun - Kim Yoon-hwan - Cho Min-ho - Michael Swift - Kim Ki-sung - Oh Hyon-ho - Jeon Jung-woo - Shin Sang-woo - Lee Don-ku - Shin Sang-hoon - Kim Won-jung - Kim Sang-wook - Lee Chong-hyun - Park Jin-kyu - Mike Testwuide - Eric Regan - Park Woo-sang - Shin Hyung-yun - Park Kye-hoon - Park Sung-je                                                                          | - Rakchai Sukwiboon - Tewin Chartsuwan - Panithi Nawasmittawong - Weerachai Prasertsri - Teerasak Rattanachot - Nattapong Harnnarujchai - Prawes Kaewjeen - Anun Kullugin - Chanchit Supadilokluk - Jantaphong Tengsakul - Kim Aarola - Prakpoom Thongaram - Andreas Helgesen - Pattarapol Ungkulpattanasuk - Ken Kindborn - Papan Thanakroekkiat - Chanchieo Supadilokluk - Rattharut Surasirirattanasin - Likit Neimwan - Peravit Kovitaya - Masato Kitayama - Vorravith Maklamthong |
| Turkmenistan | Emirati Arabi Uniti | | |
| - Rahman Muratow - Kerim Baýramow - Ilýas Weliýew - Nikita Selifonkin - Ewald Gaýer - Pawel Barkowskiý - Nurmämmet Nuryýew - Amangeldi Aganyýazow - Ezizmuhammet Akmuhammedow - Döwlet Hydyrow - Döwlet Söýünow - Baýmyrat Baýmyradow - Meýlis Kulyýew - Dmitriý Sawin - Işan Weliýew - Aleksandr Wahowskiý - Kerimli Çaryýew - Şyhy Babaýew - Ýakut Berdiýew - Ahmet Gurbanow - Mämmet Myradow - Maksat Ataýew                                                            | - Khaled Al-Suwaidi - Suhail Al-Mheiri - Ebraheem Budebs - Theyab Al-Subousi - Ali Al-Haddad - Mohammed Al-Dhaheri - Juma Al-Dhaheri - Salem Al-Yafei - Omar Al-Shamsi - Ali Al-Mazrouei - Faisal Al-Baloushi - Khalifa Al-Mahrooqi - Mohamed Al-Kaabi - Mohammed Al-Shamsi - Obaid Al-Muharami - Saeed Al-Nuaimi - Aeyez Al-Muhairbe - Ahmed Al-Dhaheri - Faisal Al-Suwaidi - Saif Al-Ameri | | |

## Risultati

### Divisione II

#### Gruppo A
| Pos | Squadra             | G | V | OW | OL | P | GF | GS | DG  | Pt | Qualificazione            |
| --- | ------------------- | - | - | -- | -- | - | -- | -- | --- | -- | ------------------------- |
| 1   | Kirghizistan        | 3 | 3 | 0  | 0  | 0 | 22 | 7  | +15 | 9  | Division II – Finale      |
| 2   | Filippine           | 3 | 2 | 0  | 0  | 1 | 27 | 15 | +12 | 6  | Division II – Piazzamenti |
| 3   | Atleti indipendenti | 3 | 1 | 0  | 0  | 2 | 9  | 15 | −6  | 3  |                           |
| 4   | Qatar               | 3 | 0 | 0  | 0  | 3 | 6  | 27 | −21 | 0  |                           |

#### Gruppo B
| Pos | Squadra      | G | V | OW | OL | P | GF | GS | DG  | Pt | Qualificazione            |
| --- | ------------ | - | - | -- | -- | - | -- | -- | --- | -- | ------------------------- |
| 1   | Turkmenistan | 3 | 3 | 0  | 0  | 0 | 37 | 4  | +33 | 9  | Division II – Finale      |
| 2   | Macao        | 3 | 2 | 0  | 0  | 1 | 15 | 22 | −7  | 6  | Division II – Piazzamenti |
| 3   | Malaysia     | 3 | 1 | 0  | 0  | 2 | 19 | 20 | −1  | 3  |                           |
| 4   | Indonesia    | 3 | 0 | 0  | 0  | 3 | 6  | 31 | −25 | 0  |                           |

### Divisione I
| Pos | Squadra             | G | V | OW | OL | P | GF | GS | DG  | Pt |
| --- | ------------------- | - | - | -- | -- | - | -- | -- | --- | -- |
| 1   | Thailandia          | 5 | 4 | 1  | 0  | 0 | 36 | 12 | +24 | 14 |
| 2   | Taipei cinese       | 5 | 3 | 1  | 1  | 0 | 34 | 13 | +21 | 12 |
| 3   | Emirati Arabi Uniti | 5 | 3 | 0  | 0  | 2 | 29 | 24 | +5  | 9  |
| 4   | Mongolia            | 5 | 2 | 0  | 0  | 3 | 25 | 23 | +2  | 6  |
| 5   | Hong Kong           | 5 | 1 | 0  | 1  | 3 | 27 | 27 | 0   | 4  |
| 6   | Singapore           | 5 | 0 | 0  | 0  | 5 | 4  | 56 | −52 | 0  |

### Divisione Top
| Pos | Squadra       | G | V | OW | OL | P | GF | GS | DG  | Pt |
| --- | ------------- | - | - | -- | -- | - | -- | -- | --- | -- |
| 1   | Kazakistan    | 3 | 3 | 0  | 0  | 0 | 19 | 0  | +19 | 9  |
| 2   | Corea del Sud | 3 | 2 | 0  | 0  | 1 | 14 | 5  | +9  | 6  |
| 3   | Giappone      | 3 | 1 | 0  | 0  | 2 | 15 | 11 | +4  | 3  |
| 4   | Cina          | 3 | 0 | 0  | 0  | 3 | 0  | 32 | −32 | 0  |

## Classifica finale
| Rank | Team                | G | W | OW | OL | L |
| ---- | ------------------- | - | - | -- | -- | - |
| 1    | Kazakistan          | 3 | 3 | 0  | 0  | 0 |
| 2    | Corea del Sud       | 3 | 2 | 0  | 0  | 1 |
| 3    | Giappone            | 3 | 1 | 0  | 0  | 2 |
| 4    | Cina                | 3 | 0 | 0  | 0  | 3 |
| 5    | Thailandia          | 5 | 4 | 1  | 0  | 0 |
| 6    | Taipei cinese       | 5 | 3 | 1  | 1  | 0 |
| 7    | Emirati Arabi Uniti | 5 | 3 | 0  | 0  | 2 |
| 8    | Mongolia            | 5 | 2 | 0  | 0  | 3 |
| 9    | Hong Kong           | 5 | 1 | 0  | 1  | 3 |
| 10   | Singapore           | 5 | 0 | 0  | 0  | 5 |
| 11   | Turkmenistan        | 4 | 4 | 0  | 0  | 0 |
| 12   | Kirghizistan        | 4 | 3 | 0  | 0  | 1 |
| 13   | Filippine           | 4 | 3 | 0  | 0  | 1 |
| 14   | Macao               | 4 | 2 | 0  | 0  | 2 |
| 15   | Malaysia            | 3 | 1 | 0  | 0  | 2 |
| 16   | Atleti indipendenti | 3 | 1 | 0  | 0  | 2 |
| 17   | Qatar               | 3 | 0 | 0  | 0  | 3 |
| 18   | Indonesia           | 3 | 0 | 0  | 0  | 3 |